# Cephalotes hispaniolicus
Cephalotes hispaniolicus är en myrart som beskrevs av De Andrade 1999. Cephalotes hispaniolicus ingår i släktet Cephalotes och familjen myror. Inga underarter finns listade.